# 울산대곡박물관
울산대곡박물관은 울산광역시 울주군 두동면에 있는 공립 박물관이다. 울산대곡박물관은 울산권광역상수도(대곡댐)사업 편입부지에서 출토된 유물 중심의 청동기시대부터 조선시대까지 대곡의 역사를 보여주는 고고전문박물관으로 2009년 6월 24일에 개관했다. 5차에 걸친 발굴조사로 출토된 다종다양한 유구와 각종 토기류, 철기류, 도자류, 기와류 등을 종합전시하였다.

## 연혁
- 1999. 9 ~ 2004. 12 : 대곡댐편입부지 발굴조사
- 2002. 7 : 유물 보존대책으로 전시관 건립요구
- 2002. 8 : 건립추진위원회 구성
- 2005. 12 : 대곡댐유물전시관 건립계획수립
- 2007. 5 : 대곡댐유물전시관⇒울산대곡박물관으로 명칭 변경
- 2007. 10 : 울산대곡박물관 착공
- 2009. 1. 30 : 울산대곡박물관 준공
- 2009. 6. 24 : 울산대곡박물관 개관

## 관람안내
- 관람시간: 오전 9시~18시(입장 9:00~17:30)
- 휴관일: 매주 월요일(월요일이 공휴일인 경우 다음날), 1월 1일
- 관람료
  - 어른(19세~64세): 무료
  - 청소년(7세~18세): 무료
  - 할인(20인이상 단체관람자): 무료
  - 6세이하, 65세이상, 장애인, 국가유공자: 무료

## 같이 보기
- 울주 천전리 각석
- 울주 대곡리 반구대 암각화
- 대곡천 (울산)